# 3829-es busz
A 3829-es jelzésű autóbuszvonal egy Halmaj és Felsődobsza között húzódó helyközi vonal, amelyet a Volánbusz Zrt. üzemeltet Szentistvánbaksa érintésével.

## Útvonala
A Halmaji elágazástól vagy Halmaj vasútállomásáról indul. Keresztülhajt a községen, majd a 3703-as mellékúton először Kiskinizset súrolja, aztán Hernádkércsbe érkezik. Néhány járat kivételével a busz betér Nagykinizs és Szentistvánbaksa településekre. A Hernád völgyében robog tovább, míg nem a vonal 8. kilométerén a tömegközlekedésileg Miskolccal is összekötött Felsődobsza helyezkedik el, itt végállomásozik.
Ellentétes irányban útvonala változatlan.

## Közlekedése
Indításszáma átlagos, ezen vonalon kívül már csak a 3721-es szolgálja ki a 3-as főút melletti községeket. Halmajon vasúti kapcsolat biztosított Miskolc és Forró-Encs vasútállomás (Encs) felé és felől.
| Viszonylat                              | Indításszám     | Közlekedési rend     |
| --------------------------------------- | --------------- | -------------------- |
| Halmaji elág. – Felsődobsza, aut. ford. | 1 pár           | munkanapokon         |
| Halmaji elág. – Felsődobsza, aut. ford. | 1 oda           | szabadnapokon        |
| Halmaji elág. – Felsődobsza, aut. ford. | 1 vissza        | munkaszüneti napokon |
| Halmaj, vá. – Felsődobsza, aut. ford.   | 7 pár           | munkanapokon         |
| Halmaj, vá. – Felsődobsza, aut. ford.   | 3 pár           | szabadnapokon        |
| Halmaj, vá. – Felsődobsza, aut. ford.   | 3 oda, 1 vissza | munkaszüneti napokon |

## Megállóhelyei
| 0                                                                                    | Halmaji elágazás végállomás               | 0.0 km  | 3716, 3719, 3720, 3721, 3722, 3723, 3728, 3830                                                          |
| 1                                                                                    | Halmaj, vasútállomás vonalközi végállomás | 1.2 km  | 3716, 3719, 3720, 3721, 3722, 3723, 3728, 3830 Hernád nemzetközi InterCity, személyvonat – Halmaj [90.] |
| 2                                                                                    | Halmaj, iskola                            | 2.3 km  | 3721 |
| 3                                                                                    | Kiskinizs, autóbusz-váróterem             | 4.6 km  | 3721 |
| 4                                                                                    | Hernádkércs, sporttelep                   | 6.0 km  | 3721 |
| Tanítási napokon 5; tanszünetben munkanapokon 6; szabadnapokon 1 indítás nem érinti. |                                           |         | |
| 5                                                                                    | Nagykinizs, autóbusz-váróterem            | 6.8 km  | 3721 |
| 6                                                                                    | Nagykinizs bejárati út                    | 7.1 km  | 3721 |
| 7                                                                                    | Szentistvánbaksa, Petőfi utca 2.          | 7.9 km  | 3721 |
| 8                                                                                    | Szentistvánbaksa, autóbusz-váróterem      | 8.4 km  | 3721 |
| 9                                                                                    | Szentistvánbaksa, Petőfi utca 2.          | 8.9 km  | 3721 |
| 10                                                                                   | Nagykinizs bejárati út                    | 9.7 km  | 3721 |
| 11                                                                                   | Nagykinizs, autóbusz-váróterem            | 10.0 km | 3721 |
| 12                                                                                   | Hernádkércs, sporttelep                   | 10.8 km | 3721 |
| 13                                                                                   | Hernádkércs, vegyesbolt                   | 11.4 km | 3721 |
| 14                                                                                   | Hernádkércs, termelőszövetkezet telep     | 12.0 km | 3721 |
| 15                                                                                   | Felsődobsza, Kossuth utca 94.             | 13.0 km | 3721 |
| 16                                                                                   | Felsődobsza, óvoda                        | 13.5 km | 3721 |
| 17                                                                                   | Felsődobsza, autóbusz-forduló végállomás  | 13.9 km | 3721 |